# Oligosacharide
Oligosachariden zijn koolhydraten die zijn opgebouwd uit een klein aantal (3-9) monosacharide-eenheden.
Oligosachariden worden met polysachariden tot de complexe en langzaam verteerbare ("langzame") koolhydraten gerekend, in tegenstelling tot de mono- en disachariden, die behoren tot de snel verteerbare ("snelle") koolhydraten.
Voorbeelden van oligosachariden:
- Galacto-oligosacharide in melk: 1 glucose-eenheid en 2 tot 8 galactose-eenheden
- Raffinose in bonen: 1 galactose, 1 glucose, 1 fructose
- Stachyose in bonen: 2 galactose, 1 glucose, 1 fructose
- Verbascose in peulvruchten: 3 galactose, 1 glucose, 1 fructose
- Ajugose in peulvruchten: 4 galactose, 1 glucose, 1 fructose
- Kestose in uien: 2 fructose, 1 glucose
- Melizitose in honingdauw: 2 glucose en 1 fructose

Ketens van een klein aantal suikereenheden (oligomeren) worden in de cel aan eiwitten gekoppeld, vaak via een argininezijketen. De zo gemodificeerde eiwitten worden glycoproteïnen genoemd. Glycoproteïnen worden vaak aan de buitenkant van de cel getoond en hebben een sterk soort-specifiek karakter. Zo is het voor het afweersysteem mogelijk om aan de suikers van de glycoproteïnen te herkennen welke cellen tot het eigen lichaam behoren en welke indringers zijn. Indringers kunnen bij transplantaties tot afstoting leiden. Bijvoorbeeld bloedgroepen zijn actief bij glycoproteïne-herkenning.